# Рауно Гейнла
Рауно Гейнла (англ. Rauno Heinla, нар. 7 червня 1982, Тарту, Естонія) — естонський стронгмен. 
Спортом почав займатися рано. Завжди вважаю своєю метою стати найсильнішою людиною у світі. У 2008 він виграв своє перше національне змагання: звання Найсильнішої людини Естонії 2008. Через рік він повторив свій скуток.
10 серпня 2020 року Рауно Гейнла встановив неофіційний світовий рекорд у становій тязі, виконавши дану вправу з вагою 400 кілограмів на 6 повторень.